# Історія передачі електроенергії
Передача електричної енергії, інструменти та засоби для переміщення електроенергії на великі відстані датуються кінцем 19 століття. Вони включають рух електроенергії навалом (передачу) та доставку електроенергії окремим споживачам (розподіл).
Ці два терміни на початку використовувались як взаємозамінні.

## Перші передачі

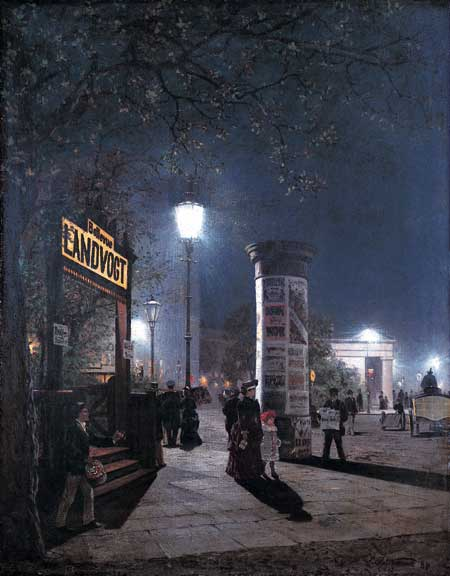
Берлін, 1884. З подвійним блиском газового світла дугові лампи користувалися великим попитом у магазинах та громадських приміщеннях. Схеми дугового освітлення використовували до тисяч вольт із послідовно підключеними дуговими лампами.

Для передачі потужності на великі відстані використовувались різні системи. Основними серед них були телодинамічна (кабель в русі),  гідравлічна (рідина під тиском) та пневматична (повітря під тиском) передача. Канатні дороги були найпоширенішим прикладом телодинамічної передачі. Міста XIX століття  використовували гідравлічну трансмісію. За допомогою водопроводу високого тиску для подачі живлення на заводські двигуни. Лондонська система доставила 7000 к.с. (5 мегават ) за  290 км мережа труб.  На початку ХХ століття пневматична трансмісія використовувалася для міських систем передачі електроенергії в Парижі, Ріксдорф, Бірмінгемі і Оффенбаху, Дрездені та Буенос-Айресі. Ці системи були замінені більш дешевими та універсальними електричними системами.
На самому початку передача електроенергії мала дві перешкоди.
По-перше, для пристроїв, що вимагають різної напруги, потрібні спеціалізовані генератори зі своїми окремими лініями. Наприклад, вуличні ліхтарі, електричні двигуни на заводах,  ліхтарі в будинках  та потужність для трамваїв- приклади різноманітності пристроїв з напругою, які вимагають окремих систем.
По-друге, генератори повинні  бути відносно близькими до своїх навантажень. Було відомо, що передача на більшу відстань можлива коли вище напруга. Тому обидві проблеми можуть бути вирішені, якщо трансформація напруг від однієї універсальної лінії електропередач до іншої буде здійснена ефективно.

## Спеціалізовані системи

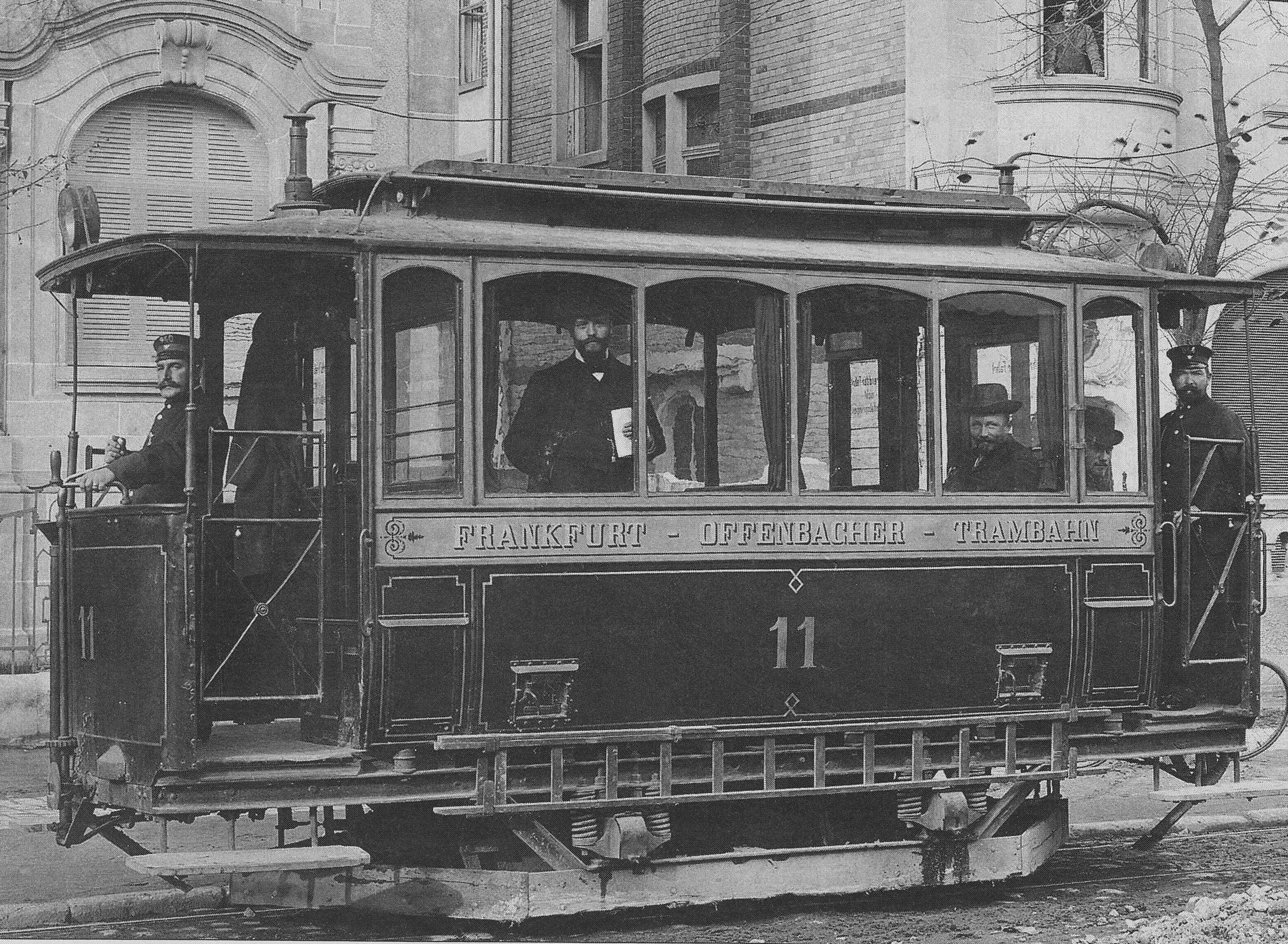
Трамваї створили величезний попит на ранні електроенергію. Цей трамвай Siemens з 1884 року вимагав постійного струму 500 В, що було типово.

Рання електрика, в основному, була постійним струмом, який  було не легко збільшити або зменшити напругу ні для передачі на великі відстані, ні для спільної загальної лінії, що використовується для різних типів електричних пристроїв. Компаніям доводилось проводили різні лінії для різних класів навантажень, яких вимагали їх винаходи.  Завдяки цій спеціалізації ліній тоді здавалося, що галузь переросте у розподілену систему генерації з великою кількістю малих генераторів, розташованих поблизу їх навантажень.

## Перше високовольтне зовнішнє освітлення
Фізики працювали над проблемою передачі енергії на відстань. Вони знали, що таку ж кількість потужності можна передати по кабелю подвоєнням напруги та зменшенням струму вдвічі. Із закону Джоуля вони також знали, що потужність, втрачена внаслідок нагрівання дроту, пропорційна квадрату струму в ньому, незалежно від напруги, а отже, подвоївши напругу, той самий кабель міг би передавати ту саму кількість потужності на відстань в чотири рази більше.
На Паризькій виставці 1878 р. електричне дугове освітлення було встановлено вздовж Авеню де Опера та Площі Опери за допомогою електричних дугових ламп Яблочкова. Вони живилися від динамо-систем змінного струму Зеноба Грамма. Свічки Яблочкова вимагали високої напруги, і незабаром експериментатори досягли живлення на 14 км ланцюга. Протягом десятиліття в багатьох містах з'являться системи освітлення, що використовують центральну електростанцію, яка забезпечує електроенергію багатьом споживачам через лінії електропередачі. Ці системи конкурували з домінуючими компаніями газового світла того періоду.

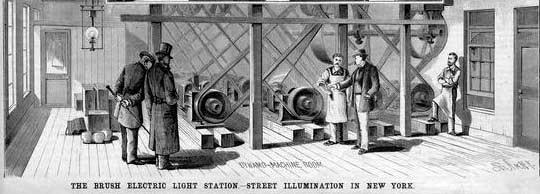
Центральна електростанція Brush Electric Company, що працює на динамо-дугових лампах для громадського освітлення в Нью-Йорку. Починаючи роботу в грудні 1880 року на вулиці Західна двадцять п'ята вулиця, 133, вона мала 2 mi довге коло.

Інвестувати в центральний завод і мережу для доставки енергії стало звичною бізнес-моделлю. Вироблену електроенергію доставляли споживачам, які платили періодичну плату за послуги.
Каліфорнійська електрична компанія (нині PG&E) у Сан-Франциско в 1879 році використовувала два генератори постійного струму від компанії Чарльза Бреша, щоб забезпечити кількох споживачів енергією для своїх дугових ламп. Незабаром ЦВК відкрила другий завод з 4 додатковими генераторами. Плата за обслуговування світла 10 доларів за лампу на тиждень.
Компанія Grand Rapids Electric Light & Power, створена в березні 1880 р. Вільямом Т. Пауерсом та іншими, розпочала роботу першої у світі комерційної центральної гідроелектростанції на центральній станції. 24 липня 1880 р. отримала електроенергію від водяної турбіни компанія Стілець Росомаха та Меблева компанія. Він експлуатував 16-світловий електричний динамо Brush, освітлюючи кілька вітрин магазинів у Гранд-Рапідс, штат Мічиган. Це найперші споживачі енергії з Джексона, штат Мічиган.
У грудні 1880 року компанія Brush Electric створила центральну станцію для постачання на 3,2 км по Бродвею з дуговим освітленням. До кінця 1881 року в Нью-Йорку, Бостоні, Балтиморі, Філадельфії, Монреалі, Буффало, Клівленді Сан-Франциско та інших містах існували системи дугових ламп Brush. Вони виробляли загальне освітлення аж до 20 століття До 1893 року вулиці Нью-Йорка освітлювало 1500 дугових ламп..

## Освітлення постійним струмом
Перші дугові вогні були надзвичайно яскравими, але небезпечні, бо високі напруги представляли небезпеку іскроутворення / пожежі. У 1878 році винахідник Томас Едісон запропонував систему, яка могла б вводити електричне освітлення безпосередньо в бізнес або будинок замовника чи іншу нішу.  Він розробив комерційно життєздатну лампочку розжарювання.  В 1879 році, Едісон продовжив розробку першого масштабного  електричного освітлення, що належить інвестору, в нижньому Манхеттені, обслуговуючи одну квадратну милю з 6 «динамічними динамо», розміщеними на станції Перл-Стріт. У вересні 1882 р., було 85 клієнтів з 400 лампочками. Кожне динамо виробляло по 100 кВт - достатньо для 1200 ламп розжарювання, а передача становила 110 В через підземні трубопроводи. Побудова системи коштувала 300 000 доларів з встановленням30000 м підземних трубопроводів , що було  найдорожчою частиною проекту. Операційні витрати перевищили прибуток у перші два роки. Крім того, Едісон мав трипровідну систему, так що для живлення деяких двигунів можна було подавати або 110 В, або 220 В.

## Широкомасштабні генерації
Велика кількість енергії в різних місцях стала можливим після виробництва турбогенераторів Чарльзом Парсонсом на початку 1889 року. Вихід турбогенератора  підскочив із 100 кВт до 25 мегават за два десятиліття. До  турбогенераторів значним джерелом великої кількості енергії, що вимагає передавальної інфраструктури були гідроенергетичні проекти.

## Трансформатори та змінний струм
Джордж Вестінгхаус, коли зацікавився електрикою, дійшов висновку, що низькі напруги Едісона занадто неефективні, щоб їх можна було збільшити для передачі на відстань. Він також зрозумів, що недорога технологія перетворення існує лише для змінного струму. Трансформатори відіграватимуть вирішальну роль у перемозі змінного струму над постійним струмом для систем передачі та розподілу. У 1876 р. Павло Яблочков запатентував свій механізм використання індукційних котушок, що слугували підвищуючим трансформатором до Паризької виставки, демонструючи свої дугові лампи. У 1881 р. Джон Діксон Гіббс і Люсьєн Гаулард розробили більш ефективний пристрій, який назвали вторинним генератором Це був ранній понижуючий трансформатор, коефіцієнт якого можна регулювати. Тепер появилась можливість налаштування з'єднання між низкою дротових шпульок навколо шпинделя, з якого, для зміни вихідної потужності, сердечник може бути доданий або видалений. Пристрій зазнав різноманітних критичних зауважень, а іноді його неправильно розуміли як лише пропорцію повороту 1: 1.
Перша демонстрація пристрою була проведена на дистанції 34 км.  Лінію змінного струму побудували для Міжнародної виставки 1884 року в Турині, Італія. Він живився від 2-кВ, 130 Гц, генератора Siemens &amp; Halske, і мав кілька вторинних генераторів Гаулара з їх первинними обмотками, з'єднаними послідовно, які подавали лампи розжарювання.  В результаті система довела доцільність передачі змінного струму на великі відстані. Після цього успіху між 1884 і 1885 рр. Угорські інженери Отто Блаті,   Каролі Зіперновський  та  Мікса Дері з компанії Ganz у Будапешті створили ефективні котушки із замкнутим сердечником "ZBD", а також сучасну електричну розподільчу систему.. У їх спільному патенті описані дві версії конструкції без полюсів: "трансформатор із сердечником" і "трансформатор із закритим сердечником ". Отто Блаті запропонував використовувати замкнуті ядра, Каролі Зіперновський - використовувати шунтові з'єднання, а Мікса Дері проводив експерименти.
У трансформаторі із закритим сердечником залізний сердечник представляє собою замкнуте кільце, навколо якого намотані дві котушки. У трансформаторному корпусі обмотки проходять через сердечник. Магнітний потік, що пов'язує первинну та вторинну обмотки, майже повністю рухається всередині залізного сердечника. Ядро складається із залізних ниток або листів. Ці революційні елементи трансформатора нарешті зробили технічно та економічно доцільним забезпечення електроенергією для освітлення будинків, підприємств та громадських приміщень. Зіперновський, Блаті та Дері також виявили формулу трансформатора Vs / Vp = Ns / Np.  Електричні та електронні системи у всьому світі покладаються на принципи оригінальних трансформаторів Ганца. Ці винахідники також ввели назву "трансформатор" для опису пристрою для зміни ЕРС електричного струму.
Перша діюча лінія змінного струму була введена в експлуатацію в 1885 р.на вулиці Дей Черчі, Рим, Італія, для громадського освітлення. Його живили два генератори Siemens & Halske номінальною потужністю 30 к.с. (22 кВт), 2 кВ при 120 Гц і використовували 200 послідовно підключених понижувальних трансформаторів Гаулара 2 кВ / 20 В, забезпечених замкнутим магнітопроводом, по одному на кожну лампу. Через кілька місяців ввели в експлуатацію першау британську систему змінного струму  в Лондонській галереї Гросвенор. У ньому також були представлені генератори змінного струму Siemens та понижувальні трансформатори 2,4 кВ / 100 В.
Використанням недорогих трансформаторів підвищеного та знижувального рівня, була вперше реалізована Вестінгаузом, Вільямом Стенлі-молодшим та Франкліном Леонардом Попом у 1886 році у Грейт-Барінгтоні, штат Массачусетс. У 1888 році Westinghouse також ліцензував асинхронний двигун Ніколи Тесли, який з часом перетворився на корисний (2-фазний) двигун змінного струму. Сучасна 3-фазна система була розроблена Михайлом Доліво-Добровольським та Allgemeine Elektricitäts-Gesellschaft та Чарльзом Ежену Ланселотом Брауном у Європі, починаючи з 1889 р.
Міжнародна електротехнічна виставка 1891 р. у Франкфурті, Німеччина, представила передачу великої потужності трифазного електричного струму на великі відстані.  Потужний трифазний електричний струму генерувався за 175 км від міста Лауффен-ам-Неккар. Він успішно експлуатував мотори та ліхтарі на ярмарку. Після  закриття  виставки, електростанція в Лауффені продовжувала працювати, забезпечуючи електроенергією адміністративну столицю Хайльбронн.  Технічні радники та представники були вражені. В результаті успішного випробування на місцях трифазний струм став найбільш економічним засобом передачі електричної енергії в Німеччині.
Простота багатофазних генераторів і двигунів означала не лише їх ефективность, а й те,що вони можуть бути виготовлені дешево, компактно і потребуватимуть мало уваги для обслуговування.. Як виявилося, вирішальним фактором у війні струмів була наявність дешевих трансформаторів підвищувального та знижувального рівня Це означало, що всі споживачі, незалежно від їхніх спеціалізованих вимог до напруги, можуть обслуговуватися з мінімальними витратами на перетворення. Ця "універсальна система" розглядається як одне з найвпливовіших нововведень щодо використання електроенергії.

## Передача постійного струму високої напруги
Рене Тьюрі, який провів півроку в приміщенні Едісона в Менло-Парку, зрозумів його проблему з передачею. Він був впевнений, що переміщення електрики на великі відстані можливе за допомогою постійного струму. Він був знайомий з роботою Марселя Депреза, який раніше працював над передачею високої напруги, та здатністю генераторів дугових ламп підтримувати світло на великі відстані. Депрез у своїх роботах уникав трансформаторів, розміщуючи генератори та навантаження послідовно  як це робили системи дугових ламп Чарльза Ф. Бреша. Тьюрі розробив цю ідею в першу  систему високовольтної передачі постійного струму на комерційній основі. Як і динамо Бреша, струм підтримується постійним, і коли збільшення навантаження вимагає більшого тиску, напруга збільшується. Система Тьюрі успішно використовувалась у кількох проектах передачі постійного струму від гідрогенераторів. Першою  була система низької напруги в Безінгені в 1885 році Перша ж система високої напруги вступила в експлуатацію в 1889 році в Генуї, Італія. Найбільшою системою Тьюрі стала програма Lyon Moutiers, яка  була 230 км в довжину, з часом забезпечуючи 20 мегават при 125 кВ.

## Перемога  змінного струму
Універсальності системи Тьюрі перешкоджала неміцність розподілу серії та відсутність надійної технології перетворення постійного струму. "Універсальна система" змінного струму виграла силою чисел. Розмножуючись, системи з трансформаторами як для з'єднання генераторів з високовольтними лініями електропередачі, так і для підключення передачі до локальних розподільчих ланцюгів.  Ротаційні перетворювачі, а пізніше ртутно-дугові клапани та інше випрямне обладнання дозволяли подавати навантаження постійного струму там де це потрібно. За допомогою поворотних перетворювачів можуть бути пов'язані між собою навіть генеруючі станції та навантаження, що використовують різні частоти.  Завдяки застосуванню змінного струму досягнуті важливі економії на масштабі. Ккоефіцієнт навантаження на кожній установці збільшився, що дозволило підвищити ефективність, забезпечивши менші витрати енергії на споживача та збільшивши загальну використання електроенергії.
Кілька генераторних установок можуть бути пов’язані між собою на широкій території, тому вартість виробництва електроенергії була зменшена. Установки  використовувались для забезпечення різного навантаження протягом дня. Надійність була покращена, а витрати на капітальні вкладення зменшені. Віддалені та недорогі джерела енергії, такі як гідроелектростанція або ТЕЦ, можуть бути використані для зниження собівартості виробництва енергії.
Перша передача трифазного змінного струму за допомогою високої напруги відбулася  під час міжнародної виставки електроенергії у Франкфурті в 1891 році.

## Ніагарський водоспад
У 1882 році німецька передача енергії Місбах – Мюнхен використовувала 2 кВ постійного струму понад 57 км. У 1889 році першу передачу електроенергії постійного струм в США було ввімкнено на станції Водоспад Вілламет, що в місті Орегон-Сіті, штат Орегон. Але повінь зруйнувала електростанцію у 1890 році, чим  відкрила шлях для першої у світі передачі електроенергії змінного струму. Компанія Willamette Falls Electric встановила експериментальні генератори змінного струму в 1890 році.
Того ж року енергетична компанія Ніагарського водоспаду (NFPC) та її дочірня компанія Cataract Company створили Міжнародну ніагарську комісію для аналізу пропозицій щодо використання Ніагарського водоспаду для виробництва електроенергії.  До комісії увійшли  Вільям Унвін з Англії, Елейтер Маскарт з Франції, Коулмен Селлерз із США та Теодор Турреттіні з Швейцарії. Очолив комісію сер Вільям Томсон (пізніше лорд Кельвін).
До 1893 року енергетична компанія Ніагарського водоспаду  призначила генераційний контракт Westinghouse з подальшими лініями електропередач та трансформаторами, що укладаються General Electric. В 1893 році робота розпочалася  над проектом генерації Ніагарського водоспаду: 5000 кінських сил (3700 кВт). Він повинен був генерувати та передавати змінний струм з частотою 25 Гц  (змінено на 60 Гц у 1950-х рр.).
Деякі сумнівалися, що система буде виробляти достатньо електроенергії , але винахідник Нікола Тесла був впевнений, що Ніагарський водоспад може живити весь схід США. Жоден з попередніх демонстраційних проектів багатофазної передачі змінного струму не мав масштабів енергії, доступних Ніагарі.
На Ніагарському водоспаді перші великомасштабні гідроелектрогенератори в США були встановлені в 1895 році. Вони забезпечували електроенергією Баффало, штат Нью-Йорк, за допомогою ліній електропередач. На знак вшанування вченого, сьогодні  статуя Ніколи Тесли стоїть на острові Козлів, Ніагарський водоспад, штат Нью-Йорк.
Для вуличних автомобілів та заводських двигунів Westinghouse  повинен був розробити систему, засновану на поворотних перетворювачах, щоб дозволити їм забезпечити всі необхідні стандарти потужності, включаючи однофазні та багатофазні AC і DC. 16 листопада 1896 року електрична потужність, передана Буффало, почала живити свої вуличні машини. Генераторні електростанції були побудовані Westinghouse Electric Corporation. Компанія General Electric будувала лінії електропередач та обладнання чим внесла свій значимий вклад. Того ж року Westinghouse та General Electric підписали угоду про розподіл патентів надавши їм монопольний контроль над електроенергетикою США на наступні роки.
Спочатку лінії передачі підтримувались порцеляновими ізоляторами, але вони мали практичну межу в 40 кВ. Тому винахід дискового ізолятора Гарольдом В. Баком з компанії Niagara Falls Power Corporation та Едвардом М. Хьюлеттом з General Electric у 1907 р. дозволив будувати практичні ізолятори будь-якої довжини для більш високих напруг.

## Початок 20 століття

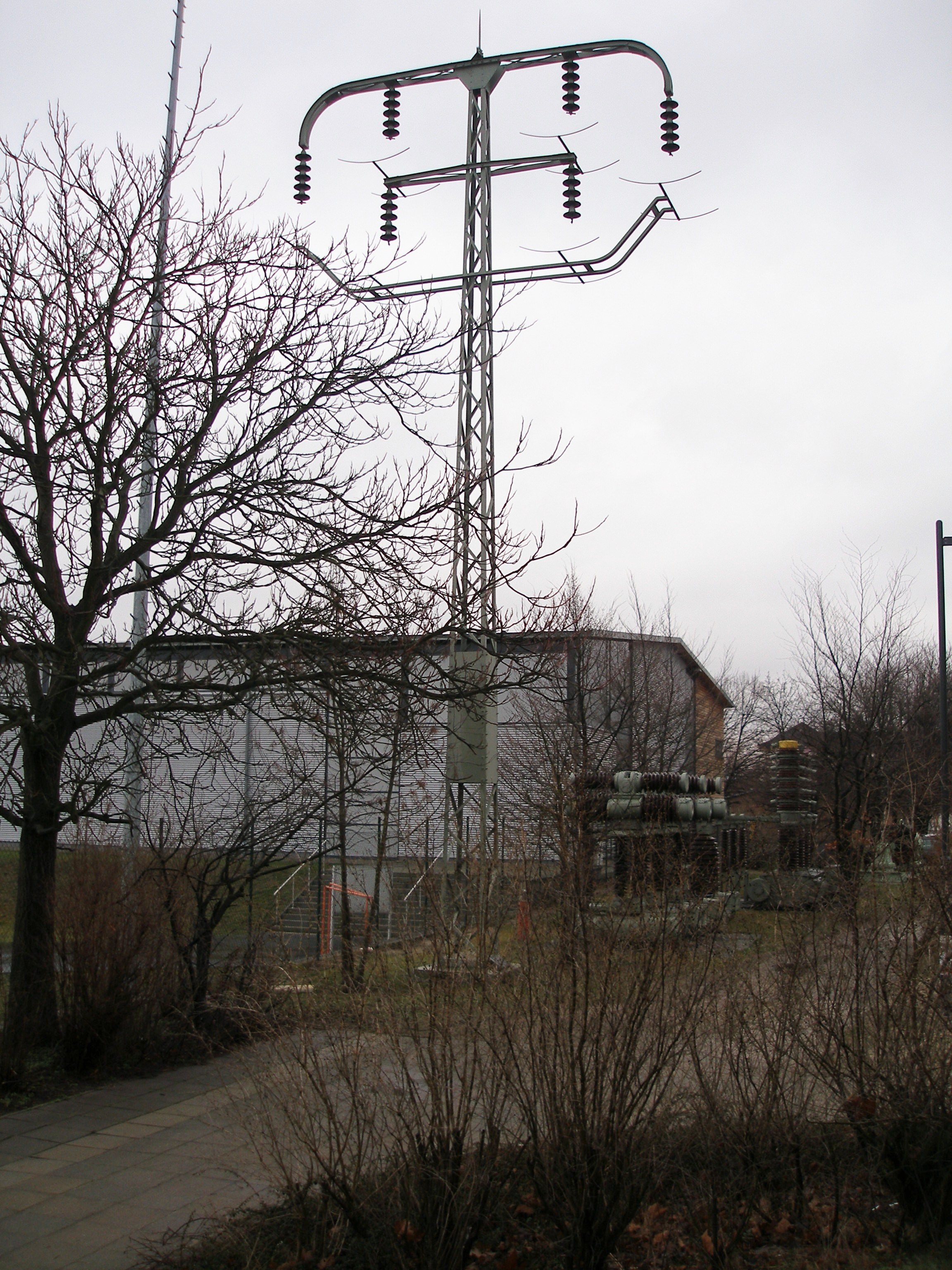
Перша лінія електропередачі 110 кВ в Європі була побудована приблизно в 1912 р. Між Лаухаммером та Рісою, Німецька імперія. Оригінальний стовп.

Напруги для передачі електроенергії, протягом 20 століття весь час зростали. Перша електростанція змінного струму високої напруги потужністю була введена в експлуатацію в 1889 році Себастьяном Зіані де Ферранті в Дептфорді, Лондон. В Північній Америці перша лінія електропередач працювала при напрузі 4000 В. Вона увійшла в мережу 3 червня 1889 р. До 1914 р. працювали п'ятдесят п'ять систем передачі, на напрузі понад 70 000 В, і найвища напруга, яку тоді застосовували, була 150 кВ. Перша трифазна передача потужності змінного струму на напрузі 110 кВ відбулася в 1907 р. між Кротоном і Гранд-Рапідсом, штат Мічиган. Напруги 100 кВ і більше були встановлені технологією приблизно через 5 років.
На початку 20-х років побудована лінія Річка Піт-Коттонвуд-Вака-Діксон на 220 кВ для транспортування електроенергії від гідроелектростанцій в Сьєрра-Неваді до району затоки Сан-Франциско. 17 квітня 1929 р. була завершена перша лінія напругою 220 кВ у Німеччині, що проходила від Браувейлера поблизу Кельна. Ця лінія охоплює міжсистемний зв'язок Північ-Південь, на той час одна з найбільших енергетичних систем світу. Щогли цієї лінії були розроблені для можливого оновлення до 380 кВ. Однак перша передача напруги на 380 кВ у Німеччині відбулася 5 жовтня 1957 р. Між підстанціями в Роммерскірхені та Людвігсбурзі–Гогенеку.
Перша у світі лінія електропередач на 380 кВ побудована в 1952 році у Швеції з'єднала Harsprånget — Hallsberg. У 1965 році на лінії електропередачі Hydro-Québec відбулася передача надвисокої напруги 735 кВ. А перша передача на 1200 кВ проведена в 1982 році в Радянському Союзі.
У 20 столітті лінії електропередач та електромереж стали частиною економічної інфраструктури в більшості промислово розвинутих країн. Взаємозв'язок місцевих генераторних установок та малих розподільчих мереж був стимульований вимогами Першої світової війни. Уряди країн будували великі електростанції, щоб забезпечити електроенергією фабрики боєприпасів. Пізніше ці заводи перейшли на забезпечення цивільного навантаження.
В період 1880—1890 рр., електричне освітлення вважалося предметом розкоші, і електроенергія не замінювала парову енергію. Такі інженери, як Семюель Інсулл у Сполучених Штатах та Себастьян З. Де Ферранті у Сполученому Королівстві, допомогли подолати економічні, технічні, регулятивні та політичні труднощі у розвитку передачі електроенергії на великі відстані. Завдяки впровадженню мереж передачі електроенергії в Лондоні вартість кіловат-години зменшилася в 3 рази за десятирічний період.

## Силова електроніка
Силова електроніка - це застосування твердотільної електроніки для управління та перетворення електричної енергії. Силова електроніка розпочала розробку ртутного випрямляча дуги , яку винайшов Пітер Купер Хьюїтт у 1902 році та використав для перетворення змінного струму  у постійний. З 1920-х років проводились дослідження щодо застосування тиратронів та керованих сіткою ртутних дугових клапанів для передачі енергії. Uno Lamm розробив ртутний клапан із сортувальними електродами, що робить їх придатними для передачі потужності постійного струму високої напруги. У 1933 р.  винайдено випрямлячі селену.
Джуліус Едгар Лілієнфельд в 1926 році запропонував концепцію польового транзистора , але побудувати працюючий пристрій на той час не вдалося. У 1947 р. Біполярний точково-контактний транзистор був винайдений Уолтером Х. Браттейном і Джоном Бардіном під керівництвом Вільяма Шоклі в Bell Labs. У 1948 р. винахід Шоклі біполярного транзистора переходу (BJT) зменшив витрати. До 1950-х років винайшли напівпровідникові діоди більшої потужності, які почали замінювати вакуумні трубки.  Діапазон застосування силової електроніки значно збільшився у 1956 році з порявою випрямляча із керованим кремнієм (SCR) , представленим компанією General Electric,.
Прорив у силовій електроніці відбувся в 1959 році завдяки винаходу MOSFET (польовий транзистор з оксидом напівпровідником металу) Мохамедом Аталою та Давоном Кангом у лабораторіях Белл. Покоління транзисторів MOSFET дозволило проектувальникам енергії досягти високого рівня продуктивності та щільності  У 1969 р. Hitachi представив перший вертикальний MOSFET- модуль  який згодом переіменують на VMOS (V-groove MOSFET). Силовий MOSFET став найпоширенішим силовим пристроєм. Це пов'язано з низькою потужність приводу затвора, великою швидкістю перемикання, легкій  можливості паралелювання, широкій пропускній здатності, міцності, простому керуванню,  простоті нанесення та легкісті  ремонту.